# Leyland Retriever
De Leyland Retriever was een zware vrachtwagen met een laadvermogen van 3 ton, gemaakt voor het Britse leger. De wagen kwam eind jaren dertig in productie en is tot aan het einde van de Tweede Wereldoorlog in gebruik geweest. De vrachtwagen had alleen achterwiel aandrijving (6×4). Het voertuig werd uitgerust voor diverse toepassingen en in totaal zijn er ruim 6.500 stuks van gemaakt.

## Beschrijving
De Leyland Retriever had een standaard opbouw met voorin een frontstuurcabine en vervolgens het laadgedeelte. De eerste exemplaren hadden een open cabine met alleen een canvas dak. De bestuurder werd niet beschermd door een voorruit of metalen deuren, maar latere versies kregen deze wel.
De viercilinder Leyland benzinemotor had een cilinderinhoud van 5.895 cc en was watergekoeld. De motor had een vermogen van 73 pk. De versnellingsbak telde vier versnellingen en er was een reductiebak aanwezig waardoor rijden in hoge en lage gearing mogelijk was. Het laadgedeelte van de Retriever kon worden afgeschermd met een canvas dak. De brandstoftank had een totale capaciteit van 141 liter. Het reservewiel was tussen de cabine en het laadgedeelte gemonteerd.
Het voertuig had alleen aandrijving op de vier achterwielen (6×4). De achteras was van een ontwerp van het British War Office en het ministerie stelde deze beschikbaar aan alle vrachtwagenfabrikanten die voor het Britse leger produceerden. Vergelijkbare voertuigen met een drie ton laadvermogen en 6×4 aandrijving waren de Crossley IGL8, Guy FBAX, Thornycroft Tartar en de Karrier CK6. Deze werden allemaal in diezelfde tijd geproduceerd.
Naast de standaard vrachtwagen uitvoering waren er speciale versies voor het meevoeren van pontons, van mobiele werkplaatsen, als platform voor zoeklichten, geschut en kranen. De kraan was meestal een Coles MkVI type met benzine-elektrische aandrijving. Een aparte benzinemotor dreef een generator aan. De hijscapaciteit was zo'n 3 ton. Er was ook een gepantserde versie met een 20mm-kanon welke werd ingezet voor de verdediging van militaire vliegvelden in Engeland. Tussen 1939 en 1945 zijn in totaal zo'n 6.542 Leyland Retrievers geproduceerd.

## Varia
Een Leyland Retriever staat tentoongesteld in het Imperial War Museum, dit exemplaar werd gebruikt door veldmaarschalk Bernard Montgomery tijdens zijn campagnes in de oorlog.
Diverse exemplaren zijn geleverd aan het Rode Leger. Het Ierse leger heeft het voertuig ook gebruikt en het laatste exemplaar werd in 1979 uit dienst genomen.